# Les Antigones
Les Antigones est un mouvement féminin anti-féministe français créé en 2013.
Le mouvement est considéré comme situé à droite sur l'échiquier politique, du fait de son adhésion affichée aux valeurs conservatrices, voire réactionnaires.

## Historique

### Création du mouvement
Le 25 mai 2013, à la suite d'une manifestation avortée au local des Femen, une vidéo est publiée sur Youtube, dans laquelle des jeunes femmes vêtues de blanc dénoncent des « méthodes d’action dégradantes », des « profanations liberticides », une « réification du corps féminin » et un « fonctionnement sectaire » de la part de Femen. Parmi elles, Iseul Turan (pseudonyme), cofondatrice du mouvement Les Antigones, annonce avoir infiltré les Femen durant deux mois. Le buzz de la vidéo de cette action permet aux Antigones de faire leur entrée sur la scène médiatique,,,.
La doctorante Marie Labussière, de l'université de Maastricht, estime, dans un article universitaire publié en 2017 et intitulé Le féminisme comme « héritage à dépasser » : Les Antigones, un militantisme féminin à la frontière de l’espace de la cause des femmes que le mouvement est né « dans une dynamique oppositionnelle vis-à-vis des Femen ».
Dès le début, ce mouvement est classé à droite sur l'échiquier politique du fait de ses positions sur les valeurs traditionnelles et conservatrices et de sa proximité avec les mouvements identitaires,.

### Actions militantes
Le mouvement prend à ses débuts la forme d'un mouvement militant, avec plusieurs actions coup de poing amplement relayées sur leurs réseaux internet[Quoi ?]. La plupart des premières actions sont directement dirigées contre le mouvement Femen, avec la première vidéo publiée à la naissance du mouvement ; une lettre ouverte à François Hollande pour dénoncer le timbre à la Marianne supposément inspirée du visage d'Inna Shevchenko ; et une visite « réparatrice » aux ambassades des pays qu'aurait offensés Femen. Les Antigones tentent à partir de 2013 de diversifier leurs sujets, avec quelques actions au succès plus relatif. Une action est ainsi menée par le mouvement au Forum des Halles à Paris contre le « capitalisme de séduction », d'après la formule de Michel Clouscard. L'action est relayée dans un reportage sur Canal+. En utilisant ce style d'action, ce mouvement qui, d'après le journal Le Monde, est constitué en bonne partie de militantes identitaires, cherche à continuer à faire parler de ses idées.

## Analyse
Un article de L'Obs classe les Antigones dans « le féminisme néo-réac ou féminisme identitaire ». Un article de Mediapart les décrit quant à lui aux côtés d'Eugénie Bastié, Marianne Durano, Thérèse Hargot, comme oscillant entre antiféminisme et alter-féminisme, et les considère comme l'un des témoins « des grandes recompositions à droite sur la question des femmes ».
Lors de la création du groupe, les sociologues et politologues interrogés à ce sujet le rapprochent de la mouvance identitaire et conservatrice qui s'est développée lors de la Manif pour tous (Bloc identitaire, Renouveau français).